# Universidade Europeia Viadrina
A Universidade Europeia Viadrina (em alemão: Europa-Universität Viadrina) é uma universidade alemã localizada na cidade de Frankfurt (Oder).
No semestre de inverno 2010/2011 6.267 estudantes (23% estrangeiros) estudaram nas faculdades de ciência cultural, direito e economia.

## Ligações externas

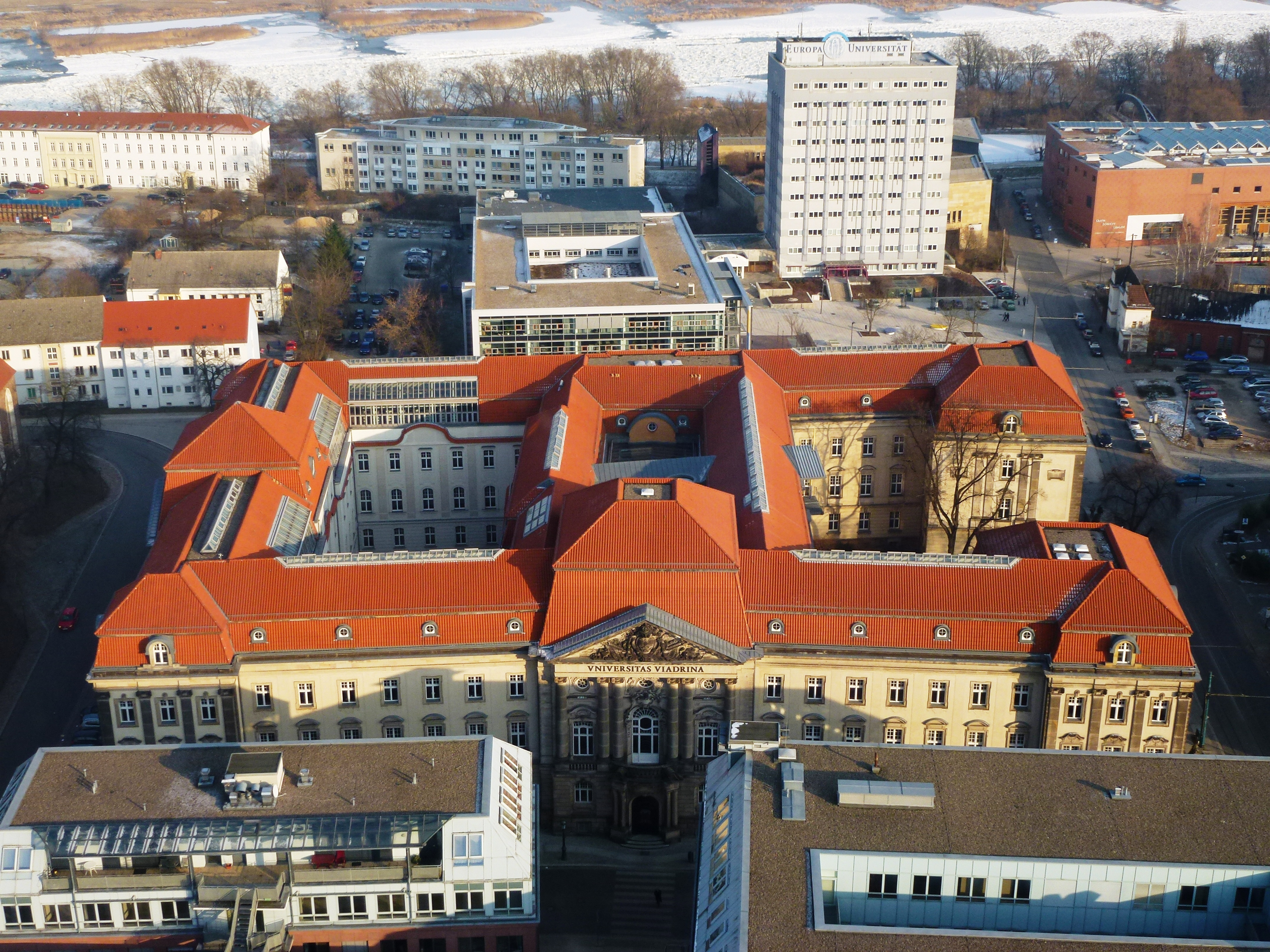
Viadrina view from Oderturm (2012)